# Pattishall
Pattishall es una localidad situada en el condado de Northamptonshire, en Inglaterra (Reino Unido), con una población estimada en 2020 de 671 habitantes.
Se encuentra ubicada al suroeste de la región Midlands del Este, cerca de la frontera con las regiones de Midlands del Oeste y Sudeste de Inglaterra, y de la ciudad de Northampton —la capital del condado—.